# Frankie Simek
Franklin Simek (St. Louis, 13 ottobre 1984) è un ex calciatore statunitense, di ruolo difensore.

## Carriera
Nato a St. Louis, Missouri, Simek iniziò a giocare a calcio fin da bambino negli Stati Uniti ma senza pensare alla carriera calcistica fino a che la sua famiglia si trasferì a Londra, dopo che al padre fosse assegnato agli uffici inglesi di Anheuser-Buschwhen. All'epoca Franklin aveva 12 anni. Ha iniziato all'Arsenal ma ritornò a Sr. Louis, dove giocò per la Saint Louis University High School, dove fu allenato da Dave Fernandez e Dale Schilly. Comunque, durante questo periodo fu richiamato dall'Arsenal per giocare nella squadra giovanile.
Mentre si trovava all'Arsenal divenne il capitano delle riserve, ma ebbe problemi ad entrare nella prima squadra. Si trovò dietro Lauren, Kolo Touré, Emmanuel Eboué e Justin Hoyte. Ha giocato una sola partita con l'Arsenal, nella League Cup contro il Wolverhampton Wanderers il 2 dicembre 2003.

### Sheffield Wednesday
Simek si unì allo Sheffield Wednesday grazie ad una cessione gratuita nell'estate del 2005 e fece il suo debutto nella stagione 2005-06 contro lo Stoke City. Simek segnò il suo primo goal nella prima stagione contro il Millwall. Il goal fece vincere la partita allo Sheffield la vittoria per 1–0 e li aiutò per la battaglia contro la recessione. Simek segnò il suo primo goal in casa contro il Colchester nel 2006–2007.
Simek ha firmato un nuovo contratto con lo Sheffield Wednesday il 26 luglio 2007. Il contratto lo vede all'Hillsborough fino al 2010.
Simek ha subito una grave ferita alla caviglia giocando contro il Crystal Palace nel Dicembre 2007. L'infortunio lo ha tenuto lontano dalla squadra per oltre 10 mesi. Il suo ritorno è avvenuto con una serie di partite nella squadra di riserva seguito da una presenza in panchina contro lo Birmingham City il 25 Ottobre 2008, per ritornare nella prima squadra tre giorni dopo contro il Plymouth.

## Palmarès
- Gold Cup: 1

2007